# Hypsognathus
 (décembre 2018).
Si vous disposez d'ouvrages ou d'articles de référence ou si vous connaissez des sites web de qualité traitant du thème abordé ici, merci de compléter l'article en donnant les références utiles à sa vérifiabilité et en les liant à la section « Notes et références ».
Genre
Espèce
Hypsognathus (haute mâchoire) est un genre éteint de parareptiliens procolophoniens du Trias supérieur du New Jersey et du Connecticut.

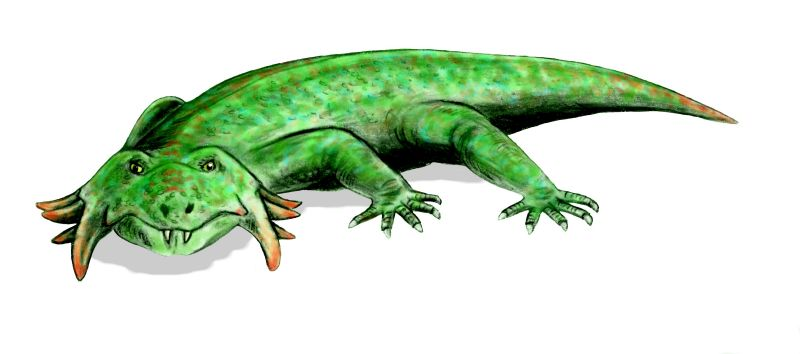
Vue d'artiste d'Hypsognathus fenneri

Il ressemblait à un lézard de taille moyenne, mesurant 33 cm de longueur. En raison de ses grandes, on pense qu'il était herbivore. Son corps est bas et large et il a une queue relativement petite. Il a quelques piques sur le dos de sa tête qui devait lui permettre de se défendre contre d'éventuels prédateurs.